# Katarina av Genua
Katarina av Genua, född Caterina Fieschi, kallad Caterinetta, född 5 april 1447 i Genua, Italien, död 15 september 1510 i Genua, Italien, var en italiensk mystiker som utförde ett omfattande välgörenhetsarbete bland sjuka och fattiga. Hon vördas som helgon inom Romersk-katolska kyrkan; hennes helgondag firas den 15 september.
Katarina föddes i adelsfamiljen Fieschi och gifte sig när hon var 16 år gammal. Hennes make, Giuliano Adorno, levde till en början ett mycket utsvävande liv, men han ändrade sin livsföring och makarna flyttade till distriktet Portoria i Genua för att där vårda fattiga och sjuka vid Pammatone-sjukhuset. Katarina blev änka 1497 och intensifierade då sina insatser för de sjuka. Hon utsågs till föreståndare vid Pammatone-sjukhuset och effektiviserade dess administration.
Katarina författade flera skrifter, bland annat en traktat om skärselden. Hon upplevde även en rad mystiska uppenbarelser.